# الفطيرة الأمريكية 5: الميل العاري
الفطيرة الأمريكية 5: الميل العاري (بالإنجليزية: American Pie 5: The Naked Mile)‏ هو فيلم كوميدي أمريكي صدر على أقراص ديفيدي مباشرة في 19 ديسمبر 2006.

## الميزانية والإيرادات
بلغت تكلفة إنتاج الفيلم حوالي 15 مليون دولار.

## طاقم التمثيل
- جون وايت في دور إيريك ستيفلر
- ستيف تالي في دور دوايت ستيفلر
- جيسي شرام في دور تراسي ستيرلينغ
- روس توماس في دور ريان غريم
- جيك سيجل في دور مايك «كوز» كوزمين
- كريستوفر ماكدونالد في دور هاري ستيفلر
- يوجين ليفي في دور نواه ليفنستين
- جوردان برنتيس في دور روك
- ماريا ريكوسا في دور السيدة ستفلر
- كانديس كروسلاك في دور براندي
- ميكا وينكلر في دور فيكي
- دان بيترونيييفيتش في دور بول
- جاكلين سميث في دور جيل
- أنجل لويس في دور الكسيس
- جوردان مادلي في دور بروك
- ميلاني ميركوسكي في دور ناتالي
- جون كور في دور ترينت
- أليسا نيكول باليت في دور فتاة استعراض
- جيسيكا بوكر في دور الجدة ستفلر
- ستيوارت كلو في دور السيد استرلينيغ
- جو بوستويك في دور السيد ويليامز
- دانيال مورغرت في دور فرانكي

## وصلات خارجية
- الفطيرة الأمريكية 5: الميل العاري على موقع IMDb (الإنجليزية)
- الفطيرة الأمريكية 5: الميل العاري على موقع روتن توميتوز (الإنجليزية)
- الفطيرة الأمريكية 5: الميل العاري على موقع نتفليكس (الإنجليزية)
- الفطيرة الأمريكية 5: الميل العاري على موقع قاعدة بيانات الأفلام العربية
- الفطيرة الأمريكية 5: الميل العاري على موقع ألو سيني (الفرنسية)
- الفطيرة الأمريكية 5: الميل العاري على موقع Turner Classic Movies (الإنجليزية)
- الفطيرة الأمريكية 5: الميل العاري على موقع أول موفي (الإنجليزية)
- الفطيرة الأمريكية 5: الميل العاري على موقع فيلمافينيتي (الإسبانية)
- الفطيرة الأمريكية 5: الميل العاري على موقع قاعدة بيانات الأفلام السويدية (السويدية)
- الفطيرة الأمريكية 5: الميل العاري على موقع قاعدة بيانات الفيلم (الإنجليزية)